# Општина Панет (Муреш)
Панет (рум. Pănet) општина је у Румунији у округу Муреш.
Oпштина се налази на надморској висини од 346 m.